# 克羅普西 (伊利諾伊州)
克羅普西（英語：Cropsey）是位於美國伊利諾伊州麥克萊恩縣的一個非建制地區。該地的面積和人口皆未知。

## 地理
克羅普西的座標為40°36′33″N 89°28′43″W / 40.60917°N 89.47861°W，而該地的平均海拔高度為243米（即797英尺）。